# San Niccolò Oltrarno
San Niccolò Oltrarno är en kyrkobyggnad i Florens, helgad åt den helige Nikolaus. Kyrkan är belägen vid Via di San Niccolò i quartiere Oltrarno.
Kyrkan omnämns i en påvlig bulla 1184. Från denna tid kvarstår dock endast kryptan. Kyrkan genomgick en omfattande ombyggnad under 1400-talet och i sakristian finns sedan dess en madonnabild tillskriven Ghirlandaio.

## Bilder
| - San Niccolò Oltrarno på Stefano Buonsignoris axonometriska karta över Florens från år 1584. |